# كلير مورير
كلير مورير (بالفرنسية: Claire Maurier)‏ هي ممثلة فرنسية، ولدت في 27 مارس 1929 في فرنسا.

## أعمال

### أفلام
- (2001) أميلي[1]

## وصلات خارجية
- كلير مورير على موقع IMDb (الإنجليزية)
- كلير مورير على موقع ألو سيني (الفرنسية)
- كلير مورير على موقع تيرنر كلاسيك موفيز (الإنجليزية)
- كلير مورير على موقع أول موفي (الإنجليزية)
- كلير مورير على موقع قاعدة بيانات الأفلام السويدية (السويدية)
- كلير مورير على موقع قاعدة بيانات الفيلم (الإنجليزية)
- كلير مورير على موقع كينوبويسك (الروسية)